# Sancti-Spíritus (Extremadura)
Sancti-Spíritus egy község Spanyolországban, Badajoz tartományban. Sancti-Spíritus Cabeza del Buey, Esparragosa de Lares, Puebla de Alcocer, Siruela, Risco és Peñalsordo községekkel határos. Lakosainak száma 145 fő (2024).

## Népesség
A település népessége az utóbbi években az alábbiak szerint változott:
| Lakosok száma | 292  | 250  | 233  | 237  | 243  | 222  | 214  | 167  | 163  | 145  |
|               | 2001 | 2004 | 2006 | 2009 | 2011 | 2014 | 2016 | 2019 | 2021 | 2024 |